# جاده ئی۳۳۱ اروپا
جاده ئی۳۳۱ اروپا (به انگلیسی: European route E331) یکی از جاده‌های درجه ۲ قاره اروپا است.
این جاده که در کشور آلمان قرار دارد از شهر دورتموند شروع شده و در شهر کاسل به پایان می‌رسد.